# Alexander Schleicher Zögling
Dimensions
Le Zögling (élève) est un type de planeur-école monoplace, très simple, qui voit le jour en Allemagne où plusieurs versions sont produites entre la fin des années 1920 et celle de la Seconde Guerre mondiale.
Commercialisé sur plans pour une somme très faible, ce planeur est copié ou imité dans plusieurs pays et connait un succès considérable dans le monde entier. Le nom Zogling, par Antonomase, est souvent utilisé à la place de "planeur école"

## Origine
Il est dérivé du Hol's der Teufel, un planeur monoplace dessiné par Alexander Lippisch utilisé par Alexander Schleicher au concours vélivole de la Rhön de 1926.  
Alexander Schleicher remporte le concours et utilise l’argent de la prime pour fonder la première entreprise spécialisée dans la construction de planeurs, Alexander Schleicher Segelflugzeugbau. 

## Zögling
En 1928 Lippisch modifie une première fois cet appareil avec Fritz Stamer en lui adaptant la voilure a profil Gö 549 du Professor. C’est le premier Zögling, dont 15 exemplaires sont construits. 
L’année suivante Hans Jacobs et Alexander Schleicher simplifient l’appareil en supprimant la nacelle. L’élève est donc assis directement sur la structure. Connu comme l'Anfänger (Débutant) sur le catalogue du constructeur, ce planeur est rapidement surnommé à son tour Zögling. Il est modernisé à deux reprises, en 1935 puis en 1938, donnant naissance aux Schulgleiter (planeur d’école) SG-35 et SG-38 selon la nomenclature imposée par le RLM.
Facile à construire, faire voler et réparer le Zögling et ses dérivés sera utilisé à une grande échelle par le vol à voile allemand et utilisé comme voie d'accès au pilotage en contournement des conditions du Traité de Versailles. En 1939 les brevetés C français sont moins de 400 alors que l'Allemagne a décerné 15000 brevets C rien que cette année là.

## Utilisation
Ce planeur est prévu pour la méthode dite "allemande" de formation de base sur monoplace. Les vols se font sur un terrain légèrement en pente. L’élève est seul à bord et le décollage se fait au moyen d’un sandow tendu par une dizaine de personnes, ce qui n’autorise que de courtes glissades (300 m).
La conception du planeur tient compte du manque de sécurité de la formation en vol sur monoplace : L’absence de carénage de l'habitacle du pilote réduit à la fois les risques de blessures du pilote par des éléments de structure et la complexité des réparations. De la même manière, les gouvernes sont volontairement sous-dimensionnées pour réduire les conséquences de "coups de manche" involontaires lors du lancer au sandow. Cette faible manœuvrabilité a cependant des conséquences sur le mode de pilotage des élèves formés sur Zogling qui doivent par la suite apprendre la modération dans le maniement des commandes.

## Concept
Le Zögling est un appareil monoplan à aile haute construit en bois. Le fuselage est une simple poutre reposant sur un patin amorti et le pilote est assis en plein vent juste en avant du bord d’attaque. La voilure rectangulaire, dotée d’ailerons classiques est supportée par un ensemble de câbles qui nécessitent la présence d'un mat triangulaire au-dessus de l'aile pour l'ancrage des câbles supérieurs. L’empennage est classique. Toutes les surfaces sont entoilées, les gouvernes de vol actionnées par câbles.

## Versions
- Zögling : planeur-école monoplace dérivé du Hol’s der Teufel, dont il conserve sensiblement l’aspect, donc la courte nacelle dans laquelle se trouvait l’élève, mais voilure de 10 m d’envergure avec une finesse de 10 et un profil Gö 549. 15 exemplaires furent construits.
- Anfänger (Débutant): Planeur monoplace d’école dérivé du précédent par Hans Jacobs et Alexander Schleicher, dont il qui se distingue par la suppression du fuselage, l'élève étant assis directement sur la structure. 60 exemplaires furent construits à partir de 1929.
- Zögling 35 : Nouvelle évolution apparue en 1935 et dont 20 exemplaires furent construits jusqu’en 1938.

## SG-38 Schulgleiter
- SG-38 Schulgleiter : Planeur d’entraînement monoplace, modernisation du Zögling 35 due à Alexander Schleicher en collaboration avec les ingénieurs Rehberg et Hofmann[réf. nécessaire]. L’envergure passe à 10,41 m pour un allongement de 6,76. 500 exemplaires furent produits entre 1938 et 1942 pour équiper les sections vélivoles des Jeunesses hitlériennes.

## Les principaux dérivés

### France
- Avia X-A : Planeur dérivé du Zögling par Pierre Massenet et Raymond Jarlaud, de l'association Avia, après un voyage de Pierre Massenet en Allemagne.
- Avia XI-A : Évolution du précédent, construit sur plan dans les clubs vélivoles français.
- Société Française de Vol à Voile Éole :  Produit à Toulouse dans les ateliers de la S.F.V. a V. pour ses propres centres de formation et les clubs.

### Grande-Bretagne
- Elliots Primary EoN : Copie du Schleicher SG-38 dont le prototype prend l’air en février 1948. 80 exemplaires construits pour les clubs anglais, mais aussi pour l’Air Training Corps et la Combined Cadet Force. Ce planeur est désigné Eton dans la Royal Air Force.On retrouve sur le Slingsby T.38 toutes les caractéristiques du Zögling

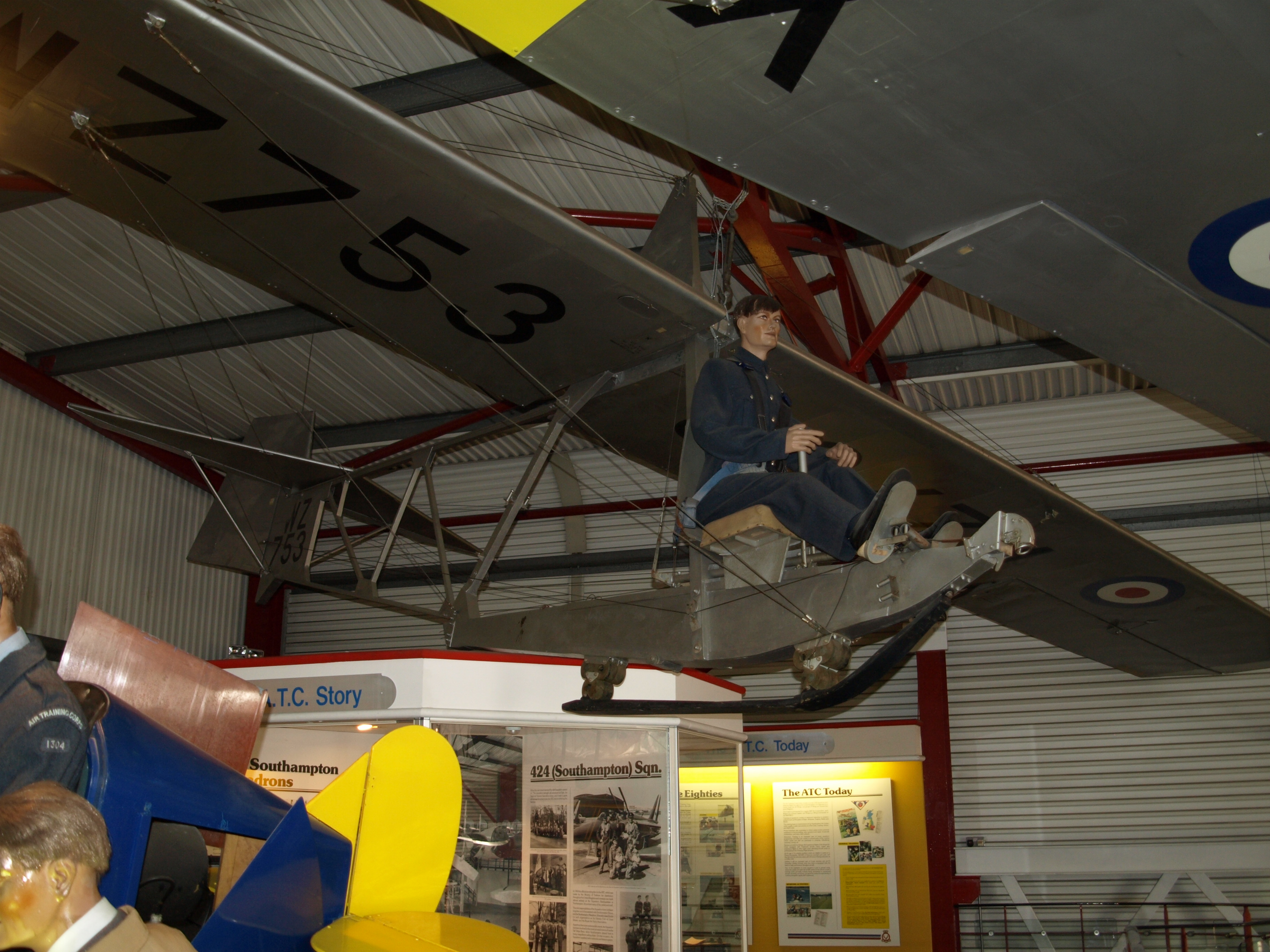
On retrouve sur le Slingsby T.38 toutes les caractéristiques du Zögling

- Slingsby T.38 Grasshopper TX.I : Structure du fuselage identique au Zögling, mais voilure du planeur Slingsby T.7 Kirby Cadet, rendue facilement démontable pour faciliter le rangement dans un hangar. Le prototype prend l’air en 1952, la RAF commande immédiatement 65 appareils pour remplacer ses Elliots Eton. Deux commandes supplémentaires portent les livraisons totales à 115 exemplaires, le dernier étant livré en 1963. Cet appareil est employé jusque dans les années 1980 pour la formation initiale par les unités de l’Air Training Corps. (Serial WZ753/798, WZ814/832, XA225/244, XK788/791, XK819/824, XP454/464, et XP487/495)

### Tchécoslovaquie
- Zlin Z-I à Zlin Z-VI : Ces planeurs d'entrainement produits entre 1933 et 1939 par la firme Zlin s'inspirent très largement des premiers Zögling.
- Zlin Z-23 Honza : Copie du ZG-38 construite en série en 1946/47.